# Partido Democrático (Indonesia)
El Partido Democrático (en indonesio: Partai Demokrat) es un partido político de Indonesia fundado el 9 de septiembre de 2001, durante la transición democrática del país, y es hasta la actualidad uno de los principales partidos políticos de Indonesia. Su ideología se basa en el concepto indonesio de Pancasila, y se identifica como un partido de centro. Fue el partido del presidente Susilo Bambang Yudhoyono, que gobernó el país entre 2004 y 2014. Fueron oficialmente neutrales en las elecciones presidenciales de 2014, pero varios de sus votantes votaron Prabowo Subianto, que quedó en segundo lugar.

## Resultados electorales

### Legislativo
| Elección | Total escaños | Total de votos | %      | +/- | Posición                                         | Líder                    |
| -------- | ------------- | -------------- | ------ | --- | ------------------------------------------------ | ------------------------ |
| 2004     | 55/550        | 8.455.225      | 7.45%  | 55  |                                                  | Subur Budhisantoso       |
| 2009     | 150/560       | 21.703.137     | 20.85% | 95  | Coalición (Demokrat-Golkar-PKS-PAN-PPP-PKB)      | Hadi Utomo               |
| 2014     | 61/560        | 12.728.913     | 10.19% | 87  | Oposición (Gerindra-Golkar-Demokrat-PPP-PKS-PAN) | Susilo Bambang Yudhoyono |

### Presidencial
| Elección | Candidato                | Compañero de fórmula | 1º vuelta (Total de votos) | %      | Resultado  | 2º vuelta (Total de votos) | %      | Resultado  |
| -------- | ------------------------ | -------------------- | -------------------------- | ------ | ---------- | -------------------------- | ------ | ---------- |
| 2004     | Susilo Bambang Yudhoyono | Jusuf Kalla          | 39.838.184                 | 33.57% | Balotaje   | 69.266.350                 | 60.62% | Elegido Sí |
| 2009     | Susilo Bambang Yudhoyono | Boediono             | 73.874.562                 | 60.80% | Elegido Sí |                            |        |            |